# Kelly Olynyk
Kelly Tyler Olynyk (ur. 19 kwietnia 1991 w Toronto) – kanadyjski koszykarz, występujący na pozycjach silnego skrzydłowego lub środkowego, reprezentant kraju, wybrany do drugiego składu najlepszych debiutantów NBA, od 2025 zawodnik San Antonio Spurs.
7 lipca 2017 podpisał czteroletni kontrakt, wart 50 milionów dolarów z Miami Heat.
25 marca 2021 został wytransferowany do Houston Rockets. 6 sierpnia 2021 dołączył do Detroit Pistons. 26 września 2022 trafił w wyniku wymiany do Utah Jazz. 8 lutego 2024 został wytransferowany do Toronto Raptors. W sezonie 2024/25 trafił do drużyny New Orleans Pelicans, po zakończeniu sezonu zasadniczego został wymieniony do San Antonio Spurs.

## Osiągnięcia
Stan na 14 marca 2024, na podstawie, o ile nie zaznaczono inaczej.

### NCAA
- Uczestnik II rundy turnieju NCAA (2010–2013)
- Mistrz:
  - turnieju konferencji West Coast (2011, 2013)
  - sezonu zasadniczego West Coast (2010, 2011, 2013)
- Zawodnik Roku Konferencji West Coast (2013)[9]
- Wybrany do:
  - I składu:
    - All-American (2013)[10]
    - Academic All-American (2013)[11]
    - All-WCC (2013)[12]

### NBA
- Wicemistrz NBA (2020)
- Wybrany do II składu debiutantów NBA (2014)[1]

### Reprezentacja
- Brązowy medalista mistrzostw:
  - świata (2023)[13]
  - Ameryki (2015)
- Uczestnik:
  - mistrzostw:
    - Ameryki U–18 (2008)
    - świata U–19 (2009 – 7. miejsce)
    - świata (2010 – 22. miejsce)
    - Ameryki (2011 – 6. miejsce, 2015)

  - turnieju Jenaro "Tuto" Marchanda (2011)